# Ken McGregor
Kenneth Bruce McGregor, detto Ken (Adelaide, 2 giugno 1929 – Adelaide, 1º dicembre 2007), è stato un tennista australiano.
Si è classificato numero 3 del mondo in singolare e numero 1 in doppio, specialità nella quale ha conquistato insieme a Frank Sedgman sette tornei del Grande Slam consecutivi, un record ancora esistente.

## Carriera
Nella sua carriera ha vinto nove titoli del Grande Slam, una vittoria nel singolare all'Australian Championships 1952, una vittoria nel doppio misto agli U.S. National Championships insieme all'americana Margaret Osborne duPont.
Nel doppio maschile ha creato insieme a Frank Sedgman una delle squadre più forti della storia riuscendo a vincere sette titoli dello slam consecutivi.
Nel 1951 hanno vinto tutti e quattro i tornei dello slam diventando, ad oggi, gli unici a riuscire in questa impresa nel doppio maschile mentre l'anno successivo vincono i primi tre tornei dello slam arrivando anche alla finale dell'ultimo torneo dove però vengono battuti da Mervyn Rose e Vic Seixas.
Dal 1950 al 1952 ha fatto parte della squadra Australiana che ha vinto la Coppa Davis.
Jack Kramer lo fece passare tra i professionisti nel 1952 e nello stesso anno prese parte a un tour contro Pancho Segura che lo sconfisse 71 volte su 96 partite.
L'anno successivo partecipa a un tour con Pancho Gonzales dove quest'ultimo vince quindici partite consecutive e non viene mai sconfitto da McGregor.
È stato inserito nella International Tennis Hall of Fame nel 1999.

## Finali del Grande Slam

### Vinte (1)
| Anno | Torneo                   | Avversario in finale | Risultato            |
| 1952 | Australian Championships | Frank Sedgman        | 7–5, 12–10, 2–6, 6–2 |

### Perse (3)
| Anno | Torneo                   | Avversario in finale | Risultato          |
| 1950 | Australian Championships | Frank Sedgman        | 3-6, 4-6, 6-4, 1-6 |
| 1951 | Australian Championships | Dick Savitt          | 3-6, 6-2, 3-6, 1-6 |
| 1951 | Wimbledon                | Dick Savitt          | 4-6, 4-6, 4-6      |